# Schulzhytta

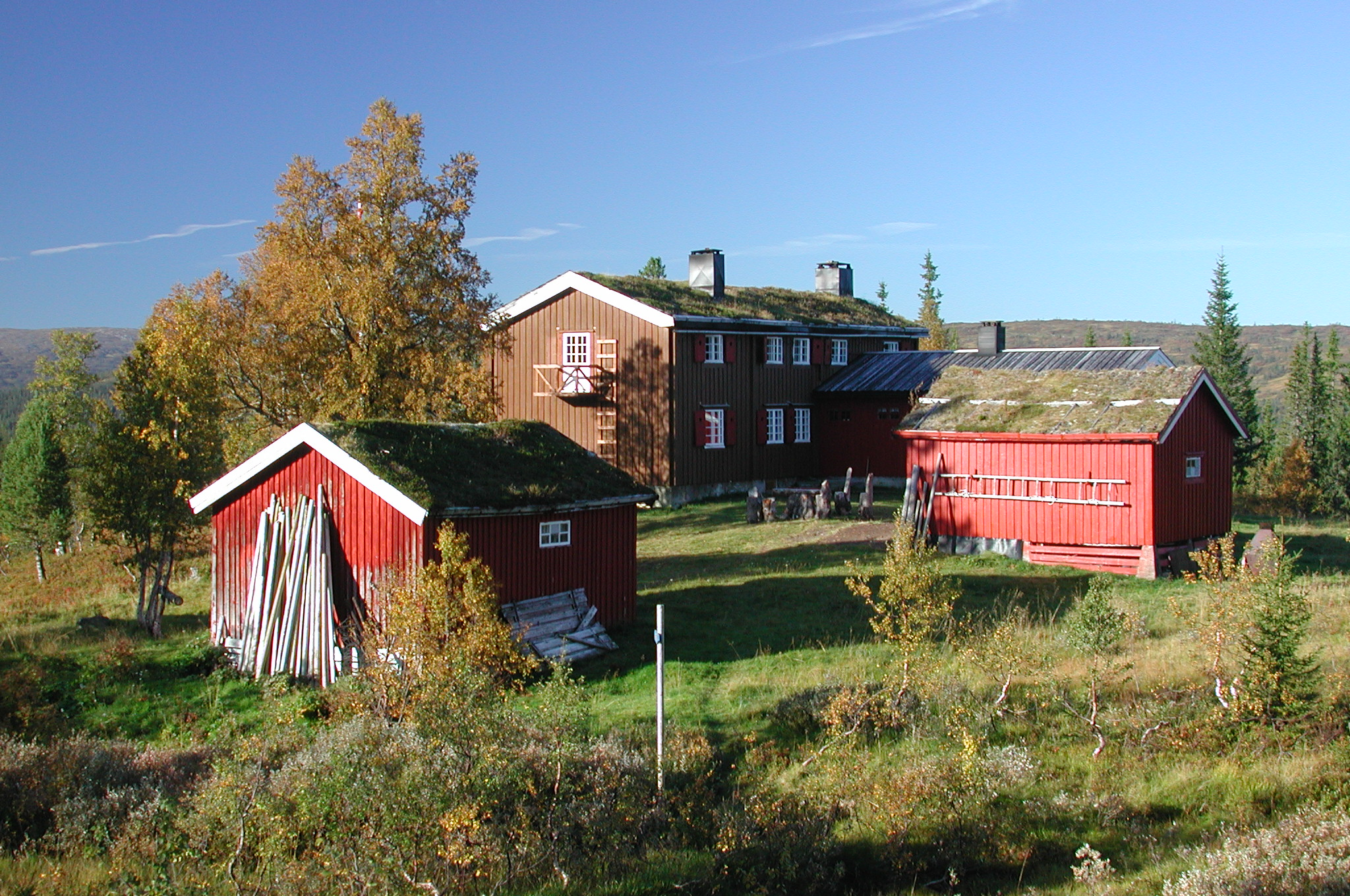
Schulzhytta, 2002

Die Schulzhytta ist eine bewirtschaftete Hütte des Norwegischen Wandervereins in der mittelnorwegischen Gemeinde Selbu in Trøndelag. Sie liegt mitten im Skarvan og Roltdalen-Nationalpark, die nächste Straße ist ca. 20 km entfernt. Benannt ist die Schulzhytta nach Carl Schulz (1851–1944), dem ersten Vorsitzenden der Trondheimer Sektion des Norwegischen Wandervereins Trondhjems Turistforening. Mit dem Bau der Hütte wurde 1948 begonnen.
Die Bewirtschaftung findet nur zur Hauptwanderzeit im Sommer sowie um Ostern statt; in den anderen Zeiten kann sie wie jede unbewirtschaftete Hütte genutzt werden. Das Anwesen besteht aus mehreren Gebäuden. Das Hauptgebäude verfügt über 36 Betten (bei Selbstbedienung) beziehungsweise 30 Betten (bei Bedienung) in mehreren Zimmern, ein Proviantlager, eine Küche, einen komfortablen Aufenthaltsraum und einen weiteren Gemeinschaftsraum. Die Hütte, die notfalls Platz für deutlich mehr Übernachtungsgäste bietet, ist nicht ans Stromnetz angeschlossen.
Die nähere Umgebung ist waldig und teilweise moorig. Zur Hütte führen mehrere markierte Wanderwege, unter anderem am Berg Fongen vorbei zur Ramsjøhytta, nach Selbu, zur Græslihytta und nach Bjørneggen.